# Yesh Gvul
 (janvier 2023).
Si vous disposez d'ouvrages ou d'articles de référence ou si vous connaissez des sites web de qualité traitant du thème abordé ici, merci de compléter l'article en donnant les références utiles à sa vérifiabilité et en les liant à la section « Notes et références ».
Yesh Gvul (en hébreu : יש גבול, peut être traduit en français tant par Il y a une limite que par Il y a une frontière ou encore par Assez c'est assez) est une association israélienne fondée en 1982 par des vétérans qui ont refusé de servir au Liban dès le début de la guerre du Liban de 1982. 
L'association se réclame du postsionisme et de l'antisionisme et est engagé dans des campagnes de délégitimation de l'état d'Israël (participation à des conférences antisionistes) et des actions politiques internationales dans le but de l'isoler (participation à des opérations de boycott total).[réf. souhaitée]

## Fondation et objectifs de l'association
L'association a été créée à la suite de l'invasion du Liban par Israël et à l'Intifada palestinienne, et a pour objectif de promouvoir et de soutenir le refus de servir dans l'armée israélienne (Tsahal) lorsque celle-ci commet des actes considérés comme des agressions, ou s'engage dans des actions de répression. Une pétition signée à l'époque par 3 000 réservistes fut envoyée au Premier ministre israélien, Menahem Begin et au ministre de la Défense, Ariel Sharon. Nombre des signataires passèrent en Cour martiale et certains furent condamnés à des peines de prison pour défaut d'obéissance (sirouv pkouda).
L'association invoque la morale (l'objection de conscience) et l'illégalité de certaines opérations militaires pour défendre les personnes qui refusent de servir dans l'armée. Les personnes qui refusent de servir sont appelés refuzniks. Actuellement, son rôle principal est de soutenir les soldats qui « refusent d'obéir à des ordres considérés comme étant de nature répressive ». L'association promeut également des activités politiques telles que des campagnes d'information en faveur d'un boycott des universités israéliennes et l'appel à délivrer des mandats d'arrêt visant des officiers de Tsahal.[réf. souhaitée]